# Club athlétique de Montreuil (athlétisme)
Pour les articles homonymes, voir CA Montreuil.
Ne pas confondre avec le Cercle athlétique de Montreuil (football), ancien club de football abrégé en CA Montreuil et disparu après son absorption en 1972 par le Paris FC.
Le Club athlétique de Montreuil 93, abrégé en CA Montreuil 93, couramment appelé CAM ou CAM93, est un club d'athlétisme fondé en 1943 et basé à Montreuil, en proche banlieue est de Paris. Le club a remporté le titre de champion de France Interclubs 14 fois consécutivement de 1997 à 2010 ainsi qu'en 2012, 2017, 2018, 2019 et 2023. Il est donc 20 fois champion de France interclubs. Le club accueille également un meeting international depuis juin 2009. Il accueille plus de 800 licenciés dont près de 500 jeunes. L'actuel président est Jean-Claude Vollmer.

## Histoire

### Fondation et débuts
Le CA Montreuil 93 a été fondé en 1943 par Jean Delbert, ancien tavernier de Montreuil, et quelques amis aux points de vue divergents sur la teneur du club, dont André Adelheim qui est pour la création d'un club d'athlétisme. D'autres pensent par exemple au basket-ball et à l'escrime. Jean Delbert va mettre tout le monde d'accord en créant un club omnisports : le Cercle athlétique de Montreuil. Il prendra la présidence du club dès sa création sur le vœu de ses amis, et créera plusieurs sections, dont celle-ci. Le club cherche immédiatement à promouvoir le sport chez les jeunes, ce qu'il fait toujours actuellement.
La fondation d'un club sous l'occupation allemande, en 1943, rend très difficile les financements pour les déplacements. Lors des compétitions, les prix en nature sont très appréciés, le rationnement imposé par les Allemands étant difficilement supportable. Les stades d'athlétisme manquant aussi à cette époque à Montreuil, le président, Jean Delbert doit alors batailler pour ouvrir un créneau d'entraînement au stade des Vallées à Saint-Mandé-Tourelles. De même, les chaussures à pointes sont rares et lorsque l'une d'entre elles se brise, il faut trouver un cordonnier spécialisé qui puisse la réparer.

### L'arrivée de Jazy et de Bambuck
Le club accède à la notoriété en 1956 (13 ans après sa fondation)  lorsque Michel Jazy - qui deviendra un des meilleurs coureurs de demi-fond français - se révèle en battant record sur record. Au total,  sous le maillot du club, il bat 9 records du monde, 17 records d'Europe et 43 records de France soit 43 records en 43 compétitions officielles! Un peu après, c'est Roger Bambuck qui explose au plus haut niveau. Il glane 8 médailles d'or aux championnats de France, 2 d'or et une d'argent aux championnats d'Europe ainsi qu'une médaille d'argent aux jeux olympiques. Il détient même peu de temps le record du monde du 100 mètres qu'il a réalisé lors des sélections américaines pour ces mêmes jeux, son record tombant lors de la finale.

### Les victoires aux interclubs

Ancien logo du club.

Après les exploits personnels de ces athlètes du club, un nouvel objectif collectif est défini :  les championnats interclubs. Dès 1972, le club s'attelle à la dure tâche qui est de remonter en Division 1 car il n'est qu'en division d'honneur. En 1987, le club se retrouve en première division. S'engage alors un long bras de fer avec le Racing Club de France, depuis renommé en Lagardère Paris Racing, mais le club n'a pas les ressources nécessaires pour vaincre. Pour cela, il passe un accord avec le conseil général du 93, l'aide financière apportée par le conseil général ne pouvant l'être qu'à deux conditions : il faut que le club continue à inciter les jeunes à la pratique de l'athlétisme, et organise une épreuve internationale, ce qui est fait avec les 15 km internationaux de La Courneuve. Lorsque cette convention porte ses fruits, en 1997, le CA Montreuil destitue le Racing Club de France et s'installe sur la plus haute marche du podium. Il y restera pendant 14 années consécutives.
Cependant, en 2011, la réglementation interclubs change, les points étant désormais distribués à la place et non à la performance ; le CA Montreuil perd alors son titre en le cédant pour 4,5 pts à l'Entente Franconville Césame Val d'Oise. Le club prend sa revanche l'année suivante, le titre est arraché à l'EFCVO pour un seul point et ce à l'issue de la dernière épreuve!

## Licenciés célèbres

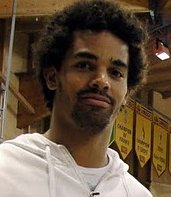
Damiel Dossevi à Limoges lors de la finale du Perche Élite Tour.

Certains internationaux ou nationaux potentiellement internationaux sont licenciés au CA Montreuil tel que l'heptatlonienne Antoinette Nana Djimou, double médaillée d'or aux championnats d'Europe en plein air pour l'heptathlon  (2012 et 2014) et en salle pour le pentathlon (2011 et 2013) et médaille de bronze en salle à Turin pour le pentathlon.
Le perchiste Damiel Dossevi, finaliste dans de nombreux concours internationaux, est aussi licencié dans ce club bien qu'il s'entraîne à Bordeaux dans le groupe de Georges Martin.
Le javelétiste Vitolio Tipotio, triple champion de France en 2006, 2007 et 2009 est également licencié au club, la demi-fondeuse Élodie Olivares, recordwoman et championne de France en 2002 du 3000 m steeple ainsi que championne de France de Cross court en 2002 et 2003 l'a été aussi avant de partir vers l'EFCVO.
Michel Jazy et Roger Bambuck furent aussi licenciés dans ce club pendant l'âge d'or de leurs carrières. On note que Michel Jazy est président d'honneur du club pour sa formidable carrière, avec Roger Delbert (fils de Jean Delbert et lui-même ancien président) ainsi que René Ginestet.

## Meeting
Le club organisait dans les années 1960 des meetings internationaux.En 2009, le club a décidé d'organiser un meeting du nouveau circuit Pro Athlé Tour. Il est la première étape de ce circuit et il fait également partie de l'European Athletics Outdoor Premium Meetings. Il s'agit actuellement du 26e meeting dans le monde.
Il se déroule sur le stade Jean-Delbert, dans le complexe sportif des Grands Pêchers. Son édition 2010 a été retransmise sur Canal+ Sport et a réuni 4 000 personnes dans les tribunes. Ce meeting, lors de sa première édition, fut aussi le premier meeting international de Dwain Chambers depuis sa suspension pour dopage. Toujours sur le sprint, c'est lors de ce meeting que Christophe Lemaitre a battu son 3e record de France du 100 m en 9 s 96. En 2016, Jimmy Vicaut y a égalé le record d'Europe du 100 mètres en 9''86

## La formation des jeunes
Depuis l'accord qu'il a passé avec le conseil général du 93, le club s'est mis à former des jeunes. Les jeunes représentent environ 500 des 761 licenciés du club, ils lui permettent également de se régénérer sans avoir à débourser d'argent. Les objectifs de la Ligue de l'Ile de France d'athlétisme étant aussi ceux du club, les objectifs sont d'augmenter le nombre de licenciés jeunes, de les fidéliser et d'élever leur niveau de pratique en compétition.

## Le club et l'Athlé-Santé
Outre une volonté de faire de la compétition, le CA Montreuil 93 propose aussi une nouvelle forme d'athlétisme, l'Athlé-Santé.
L'Athlé-Santé est une pratique de l'athlétisme promue par la Fédération française d'athlétisme depuis 2007 qui comprend trois activités, la marche nordique, de la marche classique mais accompagnée de bâtons permettant une activité physique non traumatisante, un "accompagnement running", de la course à pied mais accompagné par un entraîneur qui conseille, planifie l'entraînement, et de la remise en forme, soit pour reprendre une activité physique en douceur, soit pour perdre du poids.
Au CA Montreuil 93, c'est Romain Billard qui organise toutes ces activités. Le club accueille plus de soixante-dix licenciés.

## Infrastructures
Le CA Montreuil dispose de nombreuses infrastructures utilisées à différents niveaux :

### Stades

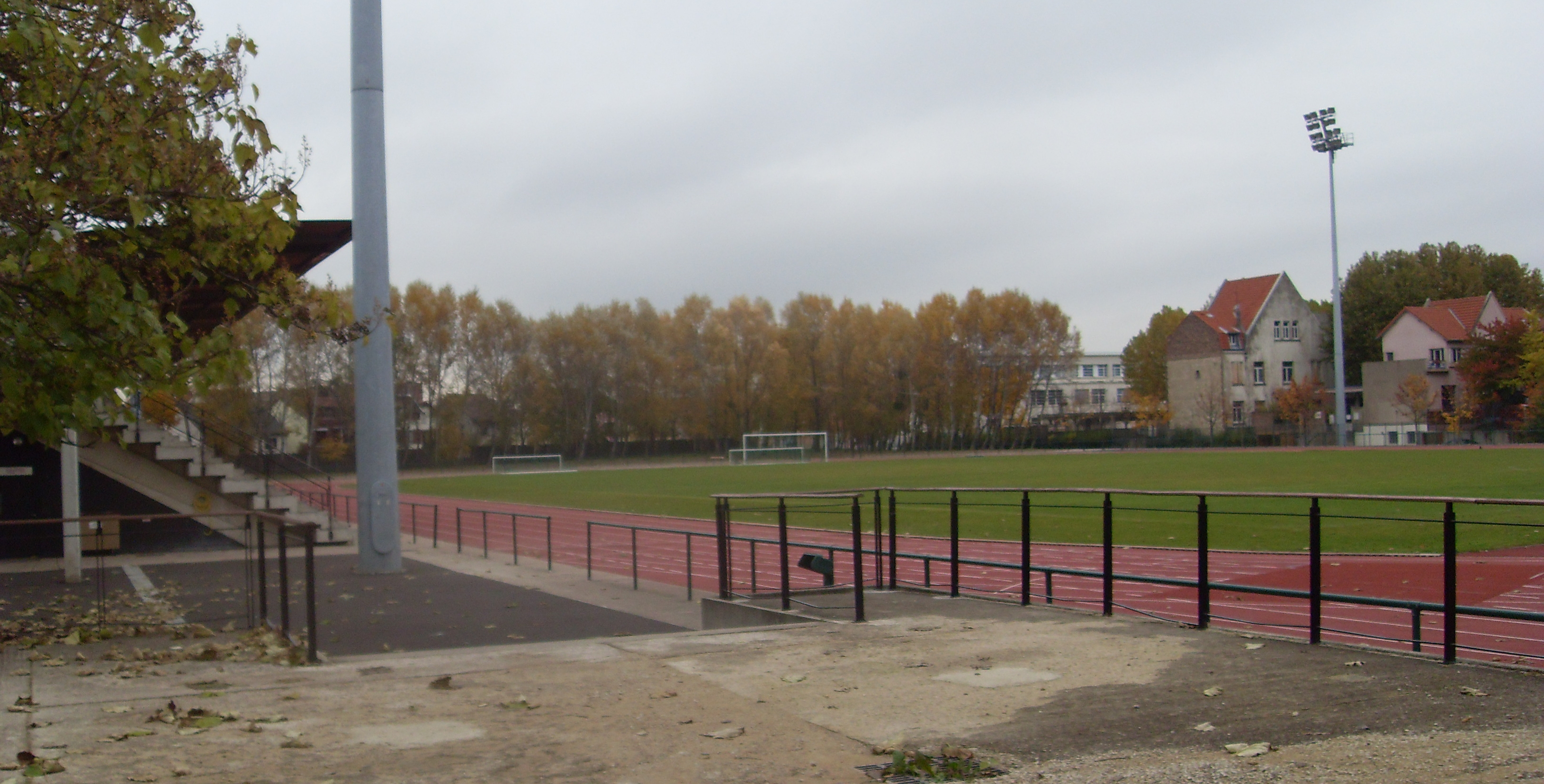
Stade Jean Delbert

Le Club athlétique de Montreuil possède 3 stades en plein air et un stade couvert. Le plus connu est le Stade Jean Delbert, construit en 1994  sur le site des Grands Pêchers et nommé en l'honneur du fondateur du club, où se déroule le meeting international et qui a accueilli des championnats interclubs.
Le Stade Jules Ladoumègue et sa salle couverte, situé Porte de Pantin, à Paris, le Stade Louis Lumière situé à la Porte de Montreuil côté Paris, le stade des Guilands, situé dans le parc des Guilands à la frontière entre Bagnolet et Montreuil sont les trois autres.
La piste du stade couvert Jules Ladoumègue a la particularité de mesurer 166 mètres, compliquant les compétitions organisées dans cette salle, puisqu'un 400 m se résume alors à 2 tours et demi de piste. Le tartan du stade extérieur étant abimé par les racines des arbres et la pelouse très utilisée par les clubs de football, le choix a été pris de ne faire que des compétitions pour les jeunes catégories dans cette salle.

### Centres de lancers
Le CA Montreuil possède deux centres de lancers destinés à la pratique du lancer du disque, au lancer du javelot et au lancer du marteau, un réservé au plus jeunes et un autre pour les lanceurs confirmés. Le premier est l'aire de lancer du stade des Guilands, construite en 1980 et réservée aux plus jeunes depuis 2006. L'aire de lancers du parc des sports de Bobigny et La Courneuve, construite en 2006 a permis de soulager l'aire des Guilands en termes d'affluence, et est quant à elle réservée aux lanceurs confirmés.
Il est à noter que ces lancers dits longs sont praticables par les plus jeunes sur le terrain de football du stade Jean Delbert.

### Salles de musculation

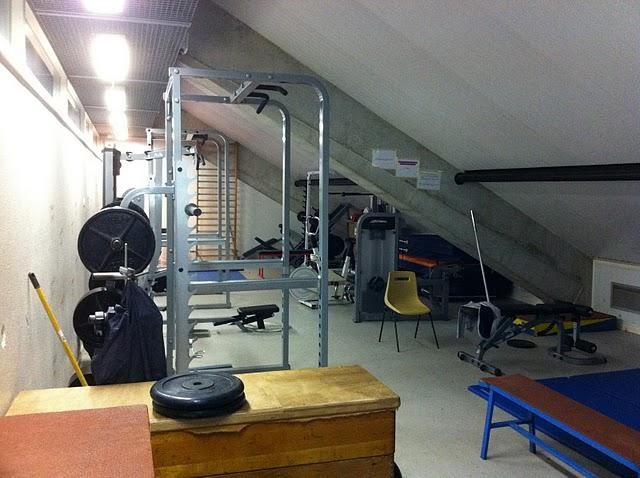
La salle de musculation du stade Jean Delbert

Le club de Montreuil possède aussi 2 salles utilisées pour la musculation, une à l'intérieur du stade Jean Delbert, dans la partie vestiaire qui est la plus utilisée des deux, et une dans le complexe Nouvelle-France, aussi appelé Montreuil Sport Loisirs.

## Palmarès
Palmarès international du Club athlétique de Montreuil 93 :

### Jeux olympiques
Médaille d'or :
- Françoise Mbango Etone  Cameroun en 2004 à Athènes au triple saut.

Médaille d'argent :
- Michel Jazy  France en 1960 à Rome sur 1500 m

Médaille de bronze :
- Roger Bambuck  France en 1968 à Mexico sur 4 × 100m

### Championnats du monde
Médaille d'or :
- Françoise Mbango Etone  Cameroun en 2003 à Paris St-Denis au triple saut
- Teddy Tamgho  France en 2010 à Doha (indoor) au triple saut

Médaille d'argent :
- Françoise Mbango Etone  Cameroun en 2003 à Birmingham (indoor) au triple saut

### Championnats d'Europe
Médaille d'or:
- Michel Jazy  France en 1962 et en 1966 à Budapest respectivement sur 1500 m et 5000 m
- Roger Bambuck  France en 1966 à Budapest sur 200 mètres et sur 4 × 100m
- Serge Hélan  France en 1987 à Liévin (indoor) au triple saut
- Teddy Tamgho  France en 2011 à Bercy (indoor) au triple saut
- Antoinette Nana Djimou  France en 2011 à Bercy (indoor) au Pentathlon

Médaille d'argent :
- Roger Bambuck  France en 1966 à Budapest sur 100 mètres
- Michel Jazy  France en 1966 à Budapest sur 1500 m
- Ferenc Salbert  France en 1987 à Liévin (indoor) au saut à la perche
- Serge Hélan  France en 1992 à Gènes (indoor) au triple saut

Médailles de bronze :
- Linda Ferga  France en 1998 à Valence (indoor) au saut en longueur
- Serge Hélan  France en 1998 à Valence (indoor) au triple saut
- Hind Dehiba  France en 2005 à Madrid (indoor) sur 1500 m